# Antoine III de Clermont
Antoine de Clermont, troisième du nom (1498-1578), baron puis premier comte de Clermont en Viennois, vicomte de Tallart et de Clermont en Trièves (jusqu'en 1566), seigneur d'Ancy-le-Franc, de Husson, de Laignes, fut gouverneur du Dauphiné et lieutenant-général du Roi en Savoie.

## Biographie
Fils aîné de Bernardin de Clermont, vicomte de Tallart, et d'Anne de Husson, comtesse de Tonnerre, Antoine descend de Maison de Clermont-Tonnerre, une famille noble française d'extraction chevaleresque, dont la filiation est prouvée depuis la fin du XIe siècle.
En 1521, à la mort de son père, il succède à la vicomté de Tallard et à ses autres biens, sa sœur Louise (1504-1596) héritant du comté de Tonnerre. À la mort de Claude de Clermont en 1540, son petit-cousin (fils d'Antoine II, lui-même fils de Louis de Clermont, le frère aîné de Bernardin), Antoine III recueille toutes les terres de la Maison de Clermont en vertu de la substitution du 26 mars 1494.
À partir de 1544, il fait construire le majestueux château d'Ancy-le-Franc, non loin de Tonnerre. Les travaux sont confiés à l'architecte Sebastiano Serlio.
C'est en sa faveur que la baronnie de Clermont est érigée en comté par lettres du roi Henri II, en 1547, enregistré en la Chambre des Comptes de Grenoble, le 24 décembre 1548. Dans ses lettres, le Roi appelle Antoine de Clermont son cousin. Il lui octroie les terres de Baslie (Billieu) et de Paladru, qui sont rattachées au comté de Clermont, sans que celles-ci puissent être démembrées.
En 1551, il est nommé grand-maître et général réformateur des eaux et forêts de France. Il exerce cette charge jusqu'en 1554. Le 1er novembre 1559 il est lieutenant-général du roi en Dauphiné.
Il rédige son testament le 12 avril 1578 et meurt peu de temps après.

## Famille et descendance
Il épouse, le 13 avril 1532, Françoise de Poitiers, sœur puînée de la duchesse de Valentinois, Diane de Poitiers. Ensemble, ils ont deux garçons et quatre filles:
1. Claude, vicomte de Tallard, tué à la bataille de Moncontour en 1569
2. Henri, comte de Clermont-Tonnerre, vicomte de Tallart, duc de Clermont (1571), puis duc de Tonnerre (1572)
3. Anne : elle épouse Jean d'Escars, comte de la Vauguyon
4. Diane : elle épouse Floris-Louis d'Agoult, comte de Montlaur et de Grimault
5. Charlotte : elle épouse (1) Claude d'Amoncourt, seigneur de Montigny, (2) Jean d'O, seigneur de Manou et (3) Gabriel du Quesnel, seigneur de Compigny
6. Françoise : elle épouse Jacques II de Crussol, duc d'Uzès et pair de France

Antoine de Clermont eut en outre deux bâtards, nés en dehors du mariage:
1. Antoine, auquel il fait une donation dans son testament en 1578,
2. Claudine, qui épouse Hubert de Corbeau.

## Sources
- François-Alexandre Aubert de La Chesnaye-Desbois, Dictionnaire de la noblesse: contenant les généalogies, l'histoire & la chronologie des familles nobles de France sur Google Livres, Paris, 1772, p. 594–595
- Antoine III de Clermont sur www.clermont-tonnerre.fr